# 소설가

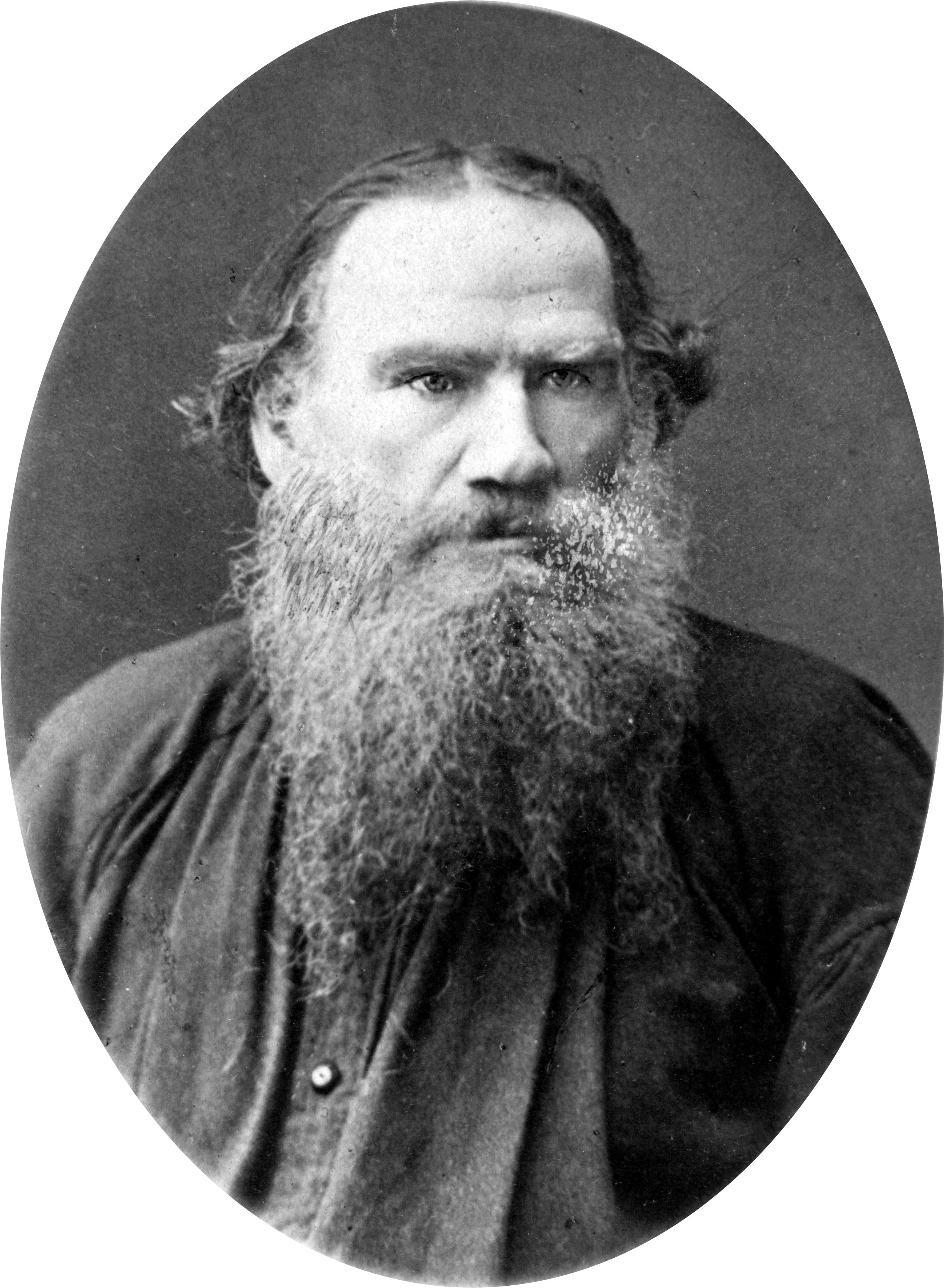
러시아의 대표적 문호 레오 톨스토이

소설가(小說家)는 장편 소설의 작가 또는 저술가이지만, 소설가는 종종 허구와 논픽션의 다른 장르에서도 글을 쓴다. 일부 소설가는 전문 소설가이므로 장편 소설과 다른 허구 작품을 쓰면서 생활임금을 벌고, 다른 소설가는 이런 방식으로 생계를 유지하거나 취미로 글을 쓰는 것을 목표로 한다. 대부분의 소설가는 데뷔 소설을 출판하기 위해 고군분투하지만, 일단 출판되면 계속해서 작품을 출판하는 경우가 많다. 하지만 문학적 유명인이 되어 작품으로 명성을 얻거나 상당한 수입을 얻는 경우는 극히 드물다.

## 설명
소설가들은 다양한 배경과 사회 계층에서 나오며, 이는 종종 그들의 작품 내용에 영향을 미친다. 소설가 작품에 대한 대중의 반응, 그 작품에 대한 문학평론, 그리고 소설가가 자신의 경험을 작품과 등장인물에 통합시키는 방식은 작가의 개인적인 삶과 정체성이 소설의 허구적 내용과 연관되도록 만들 수 있다. 이러한 이유로 소설가가 작품 활동을 하는 환경과 대중 및 출판사에 의한 소설의 평가는 그들의 인구통계학적 특성이나 정체성에 영향을 받을 수 있다. 마찬가지로, 일부 소설가는 허구의 장르에 초점을 맞춤으로써 창의적인 정체성을 얻는다. 예를 들어, 범죄 소설, 연애 소설 또는 역사소설 등이 있다.
많은 소설가들이 개인적인 욕구를 충족시키기 위해 허구를 창작하지만, 소설가와 평론가들은 종종 소설가에게 특정한 사회적 책임이나 역할을 부여한다. 많은 작가들은 그러한 도덕적 의무를 사용하여 소설 창작에 대한 다양한 접근 방식, 즉 행동주의 또는 현실을 "진실하게" 표현하는 다양한 접근 방식을 정당화한다.

## 어원
소설가는 "소설의 작가"를 묘사하는 "소설"이라는 용어에서 파생된 용어이다. 옥스포드 영어사전은 소설가에 대한 다른 정의를 인정하는데, 16세기와 17세기에 처음 등장하여 "혁신가 (사상이나 신념에서); 새로운 것을 도입하거나 참신함을 선호하는 사람" 또는 "경험 없는 사람; 초보자"를 지칭했다. 그러나 옥스포드 영어사전은 "소설의 작가"라는 주요 현대적 의미가 1633년 C. 페어웰의 책 "East-India Colation"에서 처음 나타났다고 말하며, 다음 구절을 인용한다: "It beeing a pleasant observation (at a distance) to note the order of their Coaches and Carriages..As if (presented to a Novelist) it had bin the spoyles of a Tryumph leading Captive, or a preparation to some sad Execution" 구글 엔그램에 따르면, 소설가라는 용어는 1521년에 구글 북스 데이터베이스에 처음 등장한다.

## 과정, 출판 및 직업

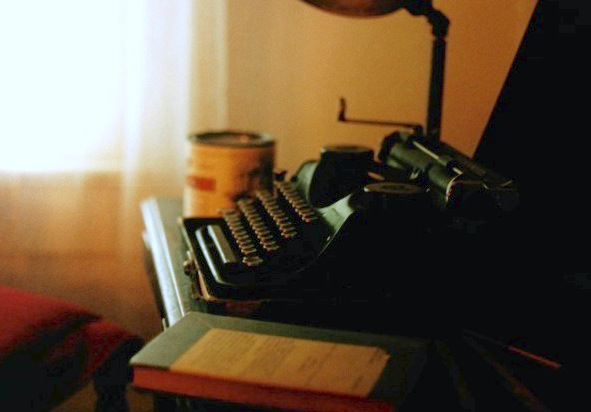
윌리엄 포크너의 언더우드 유니버설 포터블 타자기. 현재 미시시피 대학교에서 옥스퍼드의 박물관으로 관리하는 로완 오크의 그의 사무실에 보존되어 있다.

전문 소설가와 아마추어 소설가의 차이는 종종 작가의 출판 능력에 있다. 많은 사람들이 소설 쓰기를 취미로 삼지만, 고품질의 대규모 허구 작품을 완성하는 어려움으로 인해 소설 완성이 좌절된다. 일단 작가가 소설을 완성하면, 종종 출판을 시도할 것이다. 출판 산업은 소설이 접근 가능한 수익성 있는 시장을 가져야 한다고 요구하므로, 많은 소설가들은 출판사의 편집 통제를 우회하기 위해 자비출판을 할 것이다. 자비출판은 오랫동안 작가들에게 선택 사항이었으며, 자비 출판사들은 작가가 비용을 지불하고 제본된 책을 인쇄했다. 이러한 환경에서는 전통적인 출판 산업과 달리, 도서의 배포 및 홍보와 같이 일반적으로 출판사의 몫인 활동이 작가의 책임이 된다. 인터넷과 전자책의 등장은 자비출판 비용을 훨씬 저렴하게 만들었고, 작가가 수입을 얻을 수 있는 현실적인 방법이 되었다.
소설가들은 창의력을 고무하기 위해 다양한 접근 방식을 사용하여 여러 가지 다른 방법으로 소설을 쓴다. 일부 커뮤니티는 아마추어들이 이러한 독특한 글쓰기 방식을 개발하도록 적극적으로 권장하는데, 이는 작가마다 다르다. 예를 들어, 인터넷 기반 그룹인 전국 소설 쓰기 달은 사람들이 11월 한 달 동안 5만 단어 소설을 쓰도록 장려하여 소설가들에게 그러한 작품을 완성하는 연습을 시킨다. 2010년 행사에는 20만 명이 넘는 사람들이 참여하여 총 28억 단어 이상을 썼다.

### 나이와 경험
소설가들은 일반적으로 나이가 들어서야 첫 소설을 출판한다. 하지만 많은 소설가들은 어린 나이에 글쓰기를 시작한다. 예를 들어, 이언 뱅크스는 11살에 글쓰기를 시작했고, 16살에는 국제 무기 거래상에 대한 첫 소설 "The Hungarian Lift-Jet"을 "더 큰 종이 크기의 기록부에 연필로" 완성했다. 하지만 그는 1984년 논란이 많았던 말벌공장을 출판하기 전까지는 30세였다. 이 소설의 성공으로 뱅크스는 전업 소설가가 될 수 있었다. 종종 중요한 작가의 초기 작품은 출판되지 않았더라도 학자들이 소중히 여기는데, 이는 작가의 전기와 글쓰기 방식에 대한 통찰력을 제공하기 때문이다. 예를 들어, 브론테가의 가상의 세계 곤달을 묘사한 초기 작품은 현재 대영 도서관에 소장되어 있으며, 그들의 작가로서의 발전에 대한 중요한 정보를 제공했다.
간혹 소설가들은 십대 때부터 작품을 출판하기도 한다. 예를 들어, 패트릭 오브라이언은 15세에 첫 소설 《카이사르: 팬더-표범의 삶 이야기》를 출판하여 상당한 비평적 주목을 받았다. 마찬가지로, 바버라 뉴홀 폴렛의 《창문 없는 집》은 1927년 13세 때 알프레드 A. 노프 출판사에서 채택 및 출판되었고, 뉴욕 타임스, 새터데이 리뷰, 그리고 H. L. 멘켄으로부터 비평적 찬사를 받았다. 간혹 이러한 작품들은 대중적 성공도 거둔다. 예를 들어, 크리스토퍼 파올리니의 에라곤 (15세에 출판)은 비평적으로 큰 성공을 거두지는 못했지만, 독자들 사이에서의 인기로 인해 뉴욕 타임스 어린이 도서 베스트셀러 목록에 121주 동안 올랐다.
어떤 나이든 초보 소설가들은 여러 가지 이유로 작품을 출판하지 못하는 경우가 많다. 이는 작가의 경험 부족과 출판사의 경제적 현실을 반영한다. 종종 작가들은 데뷔 소설을 성공적으로 출판하기 위해 출판 업계의 옹호자, 보통 문학 에이전트를 찾아야 한다. 때때로 신인 소설가들은 자비출판을 하는데, 이는 출판사들이 무명 작가의 책을 대중에게 마케팅하는 데 필요한 자본을 감수하지 않기 때문이다.
특히 젊은 나이에 첫 소설을 성공적으로 쓰고 출판하는 어려움에 대응하여, 신인 및 젊은 작가들의 뛰어난 작품을 조명하기 위한 여러 상이 존재한다(예시로는 분류:젊은 작가들을 기리는 문학상 및 분류:첫 책상 참조).

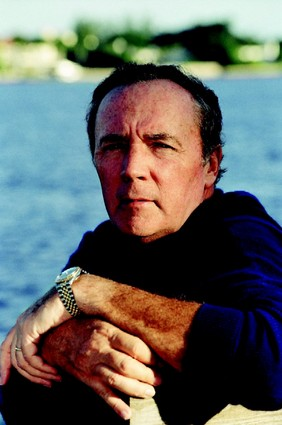
2010년 7천만 달러를 벌어들여 가장 금전적으로 성공한 현대 소설가 중 한 명인 소설가 제임스 패터슨

### 수입

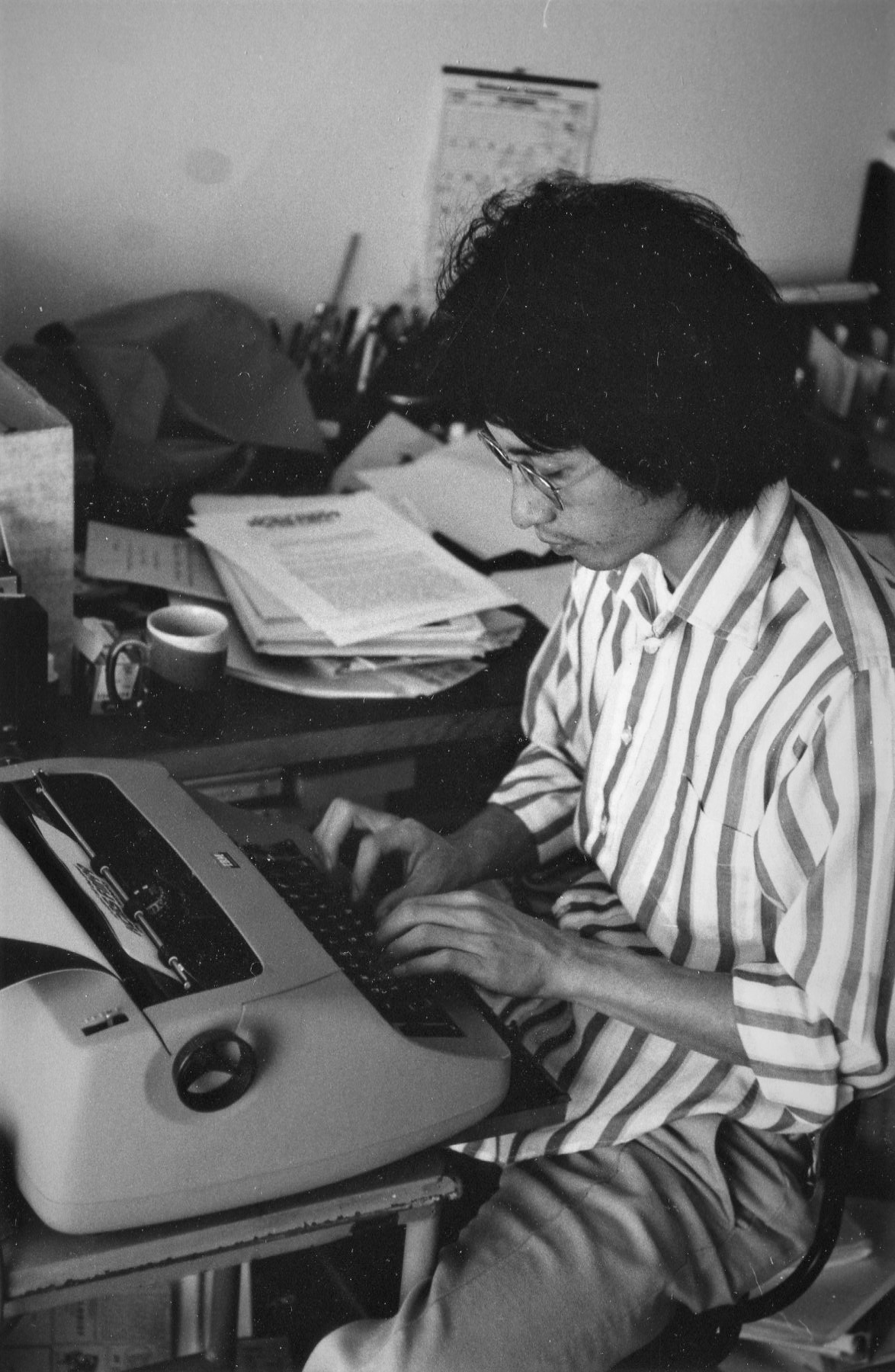
1979년에 출판된 첫 소설을 쓰고 있는 소설가 숀 웡.

현대 영국과 미국 출판 시장에서 대부분의 작가는 데뷔 소설 출판 전에 소액의 선인세만 받는다. 대규모 인쇄와 높은 판매량이 예상되는 드문 예외적인 경우에만 선인세가 더 커질 수 있다. 그러나 일단 작가가 출판을 통해 자리 잡으면, 일부 작가는 글을 쓰는 한 꾸준한 수입을 얻을 수 있다. 또한, 많은 소설가들, 심지어 출판된 소설가들도 학술 기관에서 창의적 글쓰기를 가르치거나 소설 쓰기를 부업으로 남기는 등 외부 작업을 한다.

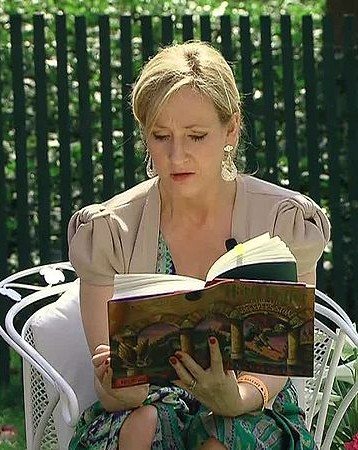
작가 J. K. 롤링이 백악관 이스터 에그 롤 행사에서 해리 포터와 마법사의 돌을 읽어주고 있다. 백악관 공식 비디오 스크린샷.

극히 일부의 소설가만이 문학적 유명인이 되거나 소설 판매만으로 막대한 부를 축적한다. 종종 부유하고 성공한 작가들은 매우 인기 있는 장르 소설을 생산한다. 예를 들어, 제임스 패터슨과 같은 작가들은 2010년에 7천만 달러를 벌어들여 가장 높은 수입을 올린 작가였으며, 다른 소설가들과 논픽션 작가들을 모두 능가했다. 다른 유명한 문학 백만장자로는 해리 포터 시리즈의 작가 J. K. 롤링, 다빈치 코드의 작가 댄 브라운, 역사 소설가 버나드 콘웰, 그리고 트와일라잇 작가 스테프니 메이어와 같은 대중적 성공을 거둔 작가들이 있다.

## 개인적인 경험
"[소설가의] 정직성은 그의 과대망상이라는 비열한 말뚝에 묶여 있다 [...]
 소설가는 자신의 작품의 유일한 주인이다. 그는 곧 그의 작품이다." 
소설가의 개인적인 경험은 그들이 무엇을 쓰고 독자와 비평가가 그들의 소설을 어떻게 해석하는지에 종종 영향을 미친다. 문학 평론은 오랫동안 전기 비평을 통해 문학을 읽는 관행에 의존해 왔는데, 이는 작가의 삶이 작품의 주제 및 테마적 관심사에 영향을 미친다고 가정하는 것이다. 일부 비평 분야에서는 소설가에 대한 이러한 정보를 사용하여 작품 내의 소설가의 의도를 이해하려고 한다. 그러나 포스트모던 문학 비평가들은 그러한 접근 방식을 종종 비난한다. 이러한 비판 중 가장 주목할 만한 것은 롤랑 바르트가 그의 에세이 "작가의 죽음"에서 작가가 더 이상 자신의 작품에서 파생되는 수용과 의미를 지시해서는 안 된다고 주장한 것이다.
다른 이론적 문학 비평 접근 방식은 작가의 의도치 않은 작품에 대한 영향을 탐구하려고 시도한다. 정신분석학적 이론이나 문화연구와 같은 방법은 소설가가 생산한 작품이 작가의 정체성의 근본적인 부분을 나타낸다고 가정한다. 밀란 쿤데라는 더 뉴요커에 실린 "소설가는 무엇인가?"라는 제목의 에세이에서 소설가 자신의 정체성과 작가가 생산하는 작품 사이의 긴장감을 설명한다. 그는 소설가의 "정직성은 그의 과대망상이라는 비열한 말뚝에 묶여 있다 [...] 작품은 소설가가 쓰는 모든 것, 즉 공책, 일기, 기사만을 의미하는 것이 아니다. 그것은 미학적 프로젝트에 대한 오랜 노동의 최종 결과물이다 [...] 소설가는 자신의 작품의 유일한 주인이다. 그는 곧 그의 작품이다."라고 말한다. 정체성과 소설가의 작품의 밀접한 관계는 계급, 젠더, 성적 취향, 국적, 인종 또는 지역 기반 정체성 등 특정 요소들이 그들의 작품 수용에 영향을 미치도록 보장한다.

### 사회 경제적 계급
역사적으로, 소설을 쓰는 데 필요한 여가 시간과 교육 수준 때문에 대부분의 소설가들은 상류층이나 교육받은 중산층 출신이었다. 그러나 20세기에는 노동 계층의 남녀들이 소설을 출판하기 시작했다. 여기에는 영국 월터 그린우드의 《실업수당 위의 사랑》(1933), 미국 B. 트레이븐의 《죽음의 배》(1926)와 애그니스 스메들리의 《딸의 땅》(1929), 그리고 소련 니콜라이 오스트롭스키의 강철은 어떻게 단련되었는가(1932) 등이 포함된다. 이후 1950년대 영국에서는 "성난 젊은이들"로 알려진 작가 그룹이 등장했는데, 이들 중에는 노동 계층 출신으로 노동 계층 문화에 대해 글을 썼던 소설가 앨런 실리토와 킹즐리 에이미스 등이 있었다.
일부 소설가들은 정치적 목적을 위해 의도적으로 노동 계층 독자를 위해 글을 쓴다. 그들은 "노동 계층과 노동 계층의 삶을 묘사하며, 아마도 선전을 목적으로 할 것"이라고 한다. 이러한 문학은 때때로 프롤레타리아 문학이라고 불리며, 공산당이나 좌파 동조자들의 정치적 의제와 연관될 수 있으며, "혁명의 도구"로 여겨진다. 그러나 영국 노동 계층 문학의 전통은 러시아와 미국과는 달리 특히 공산당의 영향을 받지 않았고, 차티스트 운동과 사회주의 등에 뿌리를 두고 있었다.

### 국가 또는 지역 기반 정체성
소설가들은 종종 그들의 국가적 소속으로 분류되며, 이는 소설이 작가의 국가적 정체성에 기반한 특정 특징을 띠고 있음을 시사한다. 일부 문학에서 국가적 정체성은 많은 소설가들의 자기 정의를 형성한다. 예를 들어, 미국 문학에서 많은 소설가들은 그들의 시대에 미국적 경험을 정의하는 소설인 "위대한 미국 소설"을 창조하고자 했다. 다른 소설가들은 동포들의 정체성과 정치적 또는 사회적으로 교류하며, 그 국가적 정체성을 정의하는 데 기여한다. 예를 들어, 비평가 니콜라 미노트-알은 빅토르 위고의 노트르담 드 파리가 19세기 중반 프랑스에서 프랑스 정치 및 사회적 정체성을 창조하는 데 직접적으로 기여했다고 설명한다.
일부 소설가들은 특정 장소나 지리적 지역과 밀접하게 연결되어 장소 기반 정체성을 갖게 된다. 영국 문학에서 특정 소설가와 장소의 연관성 역사에 대한 논의에서 비평가 D. C. D. 포코크는 소설 형태가 19세기 초에 처음 확고해진 후 한 세기가 지나서야 해당 규범에서 장소의 개념이 발전했다고 설명했다. 종종 그러한 영국 지역 문학은 방언, 풍습, 역사, 경관과 같은 특정 특징(또한 향토색이라고도 함)에 초점을 맞춰 영국 특정 지역의 사회적, 지역적 특징을 담아낸다. "그러한 지역은 농촌 및 지방일 가능성이 높다." 토머스 하디 (1840–1928)의 소설들은 그가 웨식스라고 명명한 잉글랜드 서부 지역과 관련하여 이러한 요소를 사용하는 방식 때문에 지역 소설로 분류될 수 있다. 지역 소설가로 특징 지어진 다른 영국 작가들은 브론테 자매와 메리 웹 (1881–1927), 마지아드 에반스 (1909–58), 게라인트 굿윈 (1903–42)과 같은 작가들로, 웨일스 국경 지역과 관련이 있다. 반면에 조지 엘리엇 (1801–86)은 특히 영국 미들랜즈 농촌과 관련이 있는 반면, 아널드 베넷 (1867–1931)은 스태퍼드셔주의 포터리즈 또는 현재 스토크온트렌트를 구성하는 "다섯 도시" (실제로는 여섯 도시)의 소설가이다. 마찬가지로, 소설가이자 시인인 월터 스콧 (1771–1832)의 스코틀랜드에 대한 통일된 정체성 창조에 기여했으며, 그의 작품은 다음 세기 동안 유럽 전체에서 가장 인기 있는 작품 중 일부였다. 스콧의 소설들은 상류층 영국 사회가 수용할 수 있는 스코틀랜드 정체성을 재창조하는 데 영향력을 발휘했다.

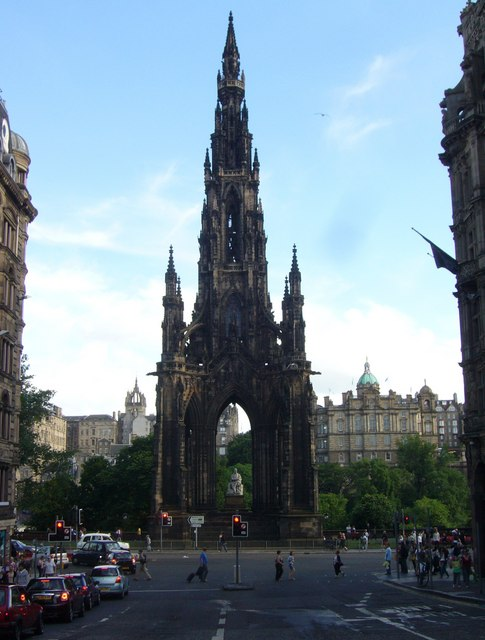
에든버러 프린세스 스트리트의 스콧 기념비.

미국 소설에서 미국 문학 지역주의 개념은 특정 지역과 관련된 많은 소설 장르가 종종 소설가들의 수용을 정의하도록 한다. 예를 들어, 서부 소설을 쓸 때 제인 그레이는 20세기 초 미국 의식에서 서부 국경을 정의한 공로를 인정받으며 "장소 정의 소설가"로 묘사되었고, 동시에 그 공간에 대한 자신의 묘사와 개인으로서 연결되었다.
마찬가지로 마크 트웨인, 윌리엄 포크너, 유도라 웰티, 플래너리 오코너와 같은 소설가들은 종종 남부 문학의 특정 전통 내에서 글을 쓰는 것으로 묘사되는데, 이 전통에서는 남부와 관련된 주제가 작가로서의 자신의 정체성과 연관된다. 예를 들어, 윌리엄 포크너는 자신의 단편 소설과 장편 소설의 상당 부분을 요크나파토파군을 배경으로 삼았으며, 이는 그의 고향인 옥스퍼드가 속한 래피어트 카운티를 기반으로 하며 거의 지리적으로 동일하다. 남부 문학의 지리적 요소 외에도 노예제, 남북 전쟁, 재건 시대와 관련하여 남부 주들의 유사한 역사로 인해 특정 주제들이 나타났다. 남부의 보수주의 문화는 또한 소설가들에게 가족, 종교, 공동체, 남부 방언 사용의 중요성, 그리고 강한 장소 의식에 대한 강한 초점을 만들어냈다. 남부의 인종 문제에 대한 troubled history는 또한 소설가들의 끊임없는 관심사였다.
라틴아메리카에서는 19세기 말부터 20세기 초까지 크리올리스모 또는 코스툼브리스모라는 문학 운동이 활발했는데, 이는 미국 문학 지역주의와 동등하게 여겨진다. 이는 작가가 출신한 국가, 특히 하층 및 농민 계층의 풍경, 언어, 풍습, 매너를 사실주의적 스타일로 묘사하는 데 사용되었으며, 크리올리스모는 대륙의 자연 요소를 기반으로 한 독창적인 문학으로 이어졌고, 주로 서사적이고 근본적인 성격을 띠었다. 이는 스페인으로부터의 독립 전쟁에 강한 영향을 받았으며, 또한 각 국가가 자체 방식으로 크리올을 정의하는 방식을 나타내는데, 라틴아메리카에서는 스페인 혈통의 현지 태생 사람들을 지칭한다.

### 젠더와 성적 지향
소설가들은 종종 그들의 젠더나 젠더 다룸에 따라 현대 비평에서 평가된다. 이는 주로 문학 시장, 독자층, 저작 활동에 대한 젠더의 문화적 기대의 영향과 관련이 있다. 문학 비평, 특히 페미니스트 이론의 부상 이후, 여성들이 역사적으로 그들의 젠더에 따라 매우 다른 글쓰기 기대를 경험했는지에 주목한다. 예를 들어, 영문학 페미니스트 동반자의 편집자들은 다음과 같이 지적한다: "그들의 텍스트는 남성들이 쓴 대부분의 작품을 생산한 조건과는 일반적으로 매우 다른 조건에서 발생하고 개입한다." 이는 특정 작가의 주제나 정치적 입장의 문제가 아니라 그녀의 젠더: 즉 문학 시장에서 여성으로서의 그녀의 위치에 대한 문제이다. 그러나 독자의 주류를 이루는 여성 독자층에 유리하게 시장이 형성되어 여성 소설가들에게 점점 더 기울어질 수 있다. 이러한 이유로 소설가 테디 웨인은 2012년 살롱 기사 "남성 소설가의 고뇌"에서 중간급 남성 소설가들이 중간급 여성 소설가들보다 성공할 가능성이 낮다고 주장했다. 이는 남성들이 "순문학" 분야를 지배하는 경향이 있음에도 불구하고 그러하다.
문학 시장에서 여성의 위치는 소설가와 대중문화 속에서의 그들의 위치에 대한 대중적 논의를 변화시켜 성차별에 대한 논쟁으로 이어질 수 있다. 예를 들어, 2013년 아만다 필리파치 미국인 여성 소설가는 위키백과의 미국 여성 소설가를 별도의 분류로 지정하는 것에 이의를 제기하는 뉴욕 타임스 사설을 썼는데, 이는 위키백과의 분류 방식이 성차별적이라는 상당한 언론 보도를 촉발시켰다. 그녀에게는 "미국 소설가" 분야를 남성이 지배하는 상황에서 여성 소설가들을 다른 분류로 대중적으로 표현하는 것이 자신과 같은 여성 소설가들을 주변화하고 정의하는 것이었다. 그러나 이 논란을 논의하는 다른 평론가들은 "여성 소설가"나 "레즈비언 작가"와 같은 분류를 젠더화되거나 성적 소수자의 설명에서 제거하면 해당 정체성을 공유하는 다른 사람들에게는 해당 작가들의 검색 가능성이 급락한다는 점도 지적한다.
마찬가지로, 페미니즘이 불러온 대화 때문에 남성적 주제와 작가의 "남성성" 수행에 대한 조사는 소설에 대한 비판적 연구에서 새롭고 점점 더 두드러지는 접근 방식이 되고 있다. 예를 들어, 빅토리아 시대 소설을 연구하는 일부 학자들은 남성성이 빅토리아 시대 소설에서 두드러지기 때문에 남성성이 작품에 어떻게 형성되고 영향을 미치는지에 상당한 시간을 할애한다.

## 장르
전통적으로 출판 업계는 더 큰 문학적 가치를 달성했다고 칭송받는 작품인 "순문학"과 장르의 기대치 내에서 쓰여지고 소비재로 출판되는 소설인 "장르 소설"을 구별했다. 따라서 많은 소설가들은 둘 중 하나의 작가로 분류되었다. 그러나 소설가 김 라이트는 출판사와 전통적인 순문학 소설가 모두 재정적 성공 가능성과 비평가들 사이에서 점점 더 긍정적인 평가를 받고 있기 때문에 장르 소설로 전환하고 있다고 말한다. 라이트는 저스틴 크로닌, 톰 페로타, 콜슨 화이트헤드와 같은 작가들이 모두 그러한 전환을 하고 있다고 예시를 든다.
그러나 장르 소설을 출판한다고 해서 소설가가 항상 장르 밖이나 자신의 관심사 안에서 계속 글을 쓸 수 있는 것은 아니다. 업계 내에서의 위치를 설명하며 소설가 김 라이트는 많은 작가들, 특히 일반적으로 순문학을 쓰는 작가들이 "장르가 막다른 길이라는 위험"에 대해 걱정한다고 말한다. 독자들의 기대 때문에 출판사들이 그 작가로부터 유사한 장르 소설만 출판하고 "일단 작가가 그 길로 들어서면, 다시는 나올 수 없을 것"이라는 것이다. 마찬가지로, 장르 소설로 시작하여 더 "문학적인" 출판물로 넘어가는 작가는 거의 없다. 라이트는 스티븐 킹과 같은 소설가들을 예외이지 일반적인 경우가 아니라고 설명한다. 장르 소설의 가치를 옹호하는 다른 비평가들과 작가들은 종종 킹을 대중 장르와 문학적 가치 사이의 간극을 좁히는 예시로 지적한다.

## 역할과 목적
문학 평론가와 소설가는 모두 소설가가 사회와 예술 내에서 어떤 역할을 하는지 의문을 제기한다. 예를 들어, 유도라 웰티는 1965년 자신의 에세이 "소설가는 십자군이어야 하는가?"에서 "삶을 있는 그대로 받아들이고, 보고하는 것이 아니라 하나의 대상을 만들기 위해, 완성된 작품이 이 삶을 그 안에 담고 독자에게 제공하도록" 현실을 보고하는 소설가와 "십자군"으로서 특정 입장을 옹호하고 자신의 기술을 정치적 도구로 사용하는 역할을 하는 언론인을 구별한다. 마찬가지로, 1950년대에 글을 쓴 랠프 엘리슨은 자신의 에세이 "사회, 도덕, 소설"에서 소설가가 "사회 변화의 과정이 마음속에 남긴 생생한 환상적인 '아이데틱 같은' 이미지와 개인적인 비전이 작용하고 투쟁하면서 가정한 형태로 현실을 재창조"해야 한다고 본다. 그러나 엘리슨은 또한 잃어버린 세대의 소설가들, 예를 들어 어니스트 헤밍웨이가 소설가에게 부여된 도덕적 무게와 영향력을 충분히 활용하지 못했다고 설명하며, 마크 트웨인과 허먼 멜빌을 더 나은 예시로 지적한다. 문학 평론가 프랭크 노리스의 "소설가의 책임"과 같은 여러 에세이는 소설을 쓰고 비평하는 접근 방식에 대한 이러한 도덕적, 윤리적 정당성을 강조한다.
버지니아 울프는 에세이 "현대 소설"에서 모더니즘 소설가의 역할을 정의하면서, 사실주의에 표현된 철저하고 구체적인 세부 사항에는 관심이 없고, 경험하는 삶에서 생성되는 "무수한 인상"을 표현하는 것을 옹호한다. 이 에세이에서 제시되고 다른 에세이에서 발전된 그녀의 정의는 모더니즘 문학 운동을 정의하는 데 기여했다. 그녀는 소설가가 "대칭적으로 배열된 가스등의 연속이 아니라; 오히려 삶은 의식의 시작부터 끝까지 우리를 둘러싸는 밝은 후광, 반투명한 봉투"를 표현해야 한다고 주장한다. "소설가의 임무는 이 변덕스럽고 알려지지 않은, 그리고 한정되지 않은 정신을, 그것이 어떤 일탈이나 복잡성을 보이든, 이질적이고 외부적인 것과의 혼합을 최소화하면서 전달하는 것이 아닌가?"

## 같이 보기
- 작가
- 분류:소설가, 소설가에 대한 모든 위키백과 문서를 포함하는 분류
- 상상력
- 소설가 목록
- 이야기
- 스토리텔링

### 인용된 작품
- Kundera, Milan (2006년 10월 9일). 《What is a Novelist?》. 《The New Yorker (Life and Letters Section)》. 40쪽.
- O'Conner, Flannery. “Novelist and Believer”. CatholicCulture.org.